# Dismal Euphony
Dismal Euphony var en norsk musikgrupp som släppte fyra album och två EP:er. Gruppen bildades 1992 som The Headless Children av Ole K. Helgesen och Kristoffer Austrheim. Gruppen inspirerades av band som Kreator och Slayer. Året därpå gick Erik Borgen (sångare) och Kenneth Bergsagel (gitarrist) med i gruppen, som bytte namn till Carnal Tomb. 1994 gick Linn Achre Tveit med i gruppen som sångare och låtskrivare.
Gruppens första demo, Spellbound, släpptes 1995. Under en stund 1995–1996 hette gruppen Soria Moria Slott innan den döptes om till Dismal Euphony. Dismal Euphony skrev kontrakt med skivbolaget Napalm Records. 1996 släppte gruppen EP:n Dismal Eupony. Samma år släpptes även albumet Soria Moria Slott. Året därpå släpptes gruppens andra album, Autumn Leaves: The Rebellion of Tides. Till skillnad från gruppens första album var låtarna på Autumn Leaves kortare.
Efter släppet av Autumn Leaves lämnade Linn Achre Tveit gruppen. Dismal Euphony skrev efter detta kontrakt med skivbolaget Nuclear Blast, och det väntades att gruppen skulle turnera 1998. Dismal Euphonys första album hos Nuclear Blast, All Little Devils, släpptes 1999. Gruppens sista album blev Python Zero, som släpptes 2001. Samma år löstes gruppen upp.

## Medlemmar
Senaste kända medlemmar
- Ole Helgesen – basgitarr, sång (1992–2001)
- Kristoffer Austrheim – trummor (1992–2001)
- Frode Clausen – gitarr (1997–2001)
- Anja Natasha (Anja Natasha Lindløv) – sång (1998–2001)
- Svenn-Aksel Henriksen – keyboard (2000–2001)

Tidigare medlemmar
- Dag Achre Tveit – basgitarr
- Kenneth Bergsagel – gitarr (1994–1995)
- Elin Overskott – keyboard (1994–1998, död 2004)
- Erik Borgen – sång (1994)
- Keltziva (Linn Achre Tveit) – sång (1994–1998)

## Diskografi
Demo
- 1995 – Spellbound[3]

EP
- 1995 – Dismal Euphony[4]
- 1999 – Lady Ablaze [5]

Studioalbum
- 1996 – Soria Moria Slott[5]
- 1997 – Autumn Leaves: The Rebellion of Tides[6]
- 1999 – All Little Devils[5]
- 2001 – Python Zero[5]

Samlingsalbum
- 2003 – Autumn Leaves / Lady Ablaze

Video
- 2000 – Lady Ablaze (VHS)